# СуперАлиса
СуперАлиса (настоящее имя — Алиса Шамилевна Хусаинова, тат. Алисә Шамил кызы Хөсәенова) — татарская поп-певица, работающая в жанре электроклэш.

## Творчество
В своём творчестве СуперАлиса сочетает электропоп-аранжировки с народными татарскими мелодиями и исламским колоритом (и выступает, и ходит в повседневной жизни в татарском национальном костюме; также объяснение элементарных основ ислама можно заметить в некоторых текстах песен. В музыке СуперАлисы присутствуют элементы техно, индастриала, при этом записи певицы сочетают кичевую эстетику и искренность исполнения.
СуперАлиса имеет музыкальные корни - прадедушка в 10-е годы 20-го века играл с главным татарским композитором Салихом Сайдашевым, папа Шамиль Хусаинов в 60-е-70-е играл на бас-гитаре в первых казанских ВИА «Сайяр» и «Сюрприз», с Ренатом Ибрагимовым и другими татарскими эстрадными певцами.
В 2001 году Алиса переезжает в Москву, там в порыве ностальгии в 2004 году выпускает свой альбом «Татарстан супергуд», все песни которого основаны на пентатонных татарских народных мелодиях. Тексты, посвящённые научно-техническому прогрессу, для Алисы писала ее мама - одна из первых казанских женщин-программистов. 
Программа, с которой выступает на сцене СуперАлиса, называется «СуперАлиса против Электрошайтана». Раньше концерты певицы давались (показательно) под фонограмму (певица пела в мигающий детский микрофон и подыгрывала себе на детской гитаре), но с выпуском альбома сыграла и полностью живую программу. Также в её концертах принимает участие «Альберто дель Космико — победитель конкурса танцоров верхнего брейка „Черемушки 86“» (это танцор, одетый инопланетянином).
Свой первый и единственный альбом СуперАлиса записала и спродюсировала самостоятельно.
В январе 2002 года вышел клип на песню ЭВМ. В феврале 2003 года СуперАлиса начала работу над альбомом "Татарстан Cупергуд" и 16 сентября 2004 презентовала его в московском клубе "16 тонн". C 2006 по 2021 год певица нигде не выступала. Она решила поставить в приоритете воспитание своей дочки Марьям, рождённая в мае 2005 году. В 2014 году вместе с выходом клипа на песню “СУПЕРАЛИСӘ ҖЫР ТЕАТРЫ” начинает новый этап в творчестве. В 2015 году вышли треки «BİTLZ — ingliz pentatonika prinsları», «ӘPİPӘ» и «ÇIN̡GIZ XAN». В сентябре 2022 года возвращается на сцену с программой СУПЕРАЛИСӘ ҖЫР ТЕАТРЫ” ("Театр песни СУПЕРАЛИСА").

## Семья
Тексты для песен СуперАлисы пишет её мать, программист по профессии, а клипы снимал муж Ахмет Ибрагимов — татарский кинорежиссёр-фантаст. После развода с Ахметом Ибрагимовым в 2010 году клипы снимаются и монтируются самой СуперАлисой.
В 2006 году бросает выступать, чтобы всецело заниматься дочерью. Возвращается в Казань, чтобы глубоко изучать татарскую эстраду и театр - постоянно вместе с дочерью ходит на концерты и спектакли. Записывает несколько новых песен, в которых играет на традиционных тюрко-татарских инструментах (саз, кубыз, курай, даф) и снимает на них клипы, насыщенные татарскими культурными символами. В клипе 2015 года “Чингиз-хан” появляется родной младший брат Алисы аутист-савант Булат Хусаинов.

## В интернете
В 2009 году песня «Tatarstan Super Good» стала мемом. Обычно песню соединяют с зацикленной анимацией чего-либо.

## Дискография
- Tatarstan Super Good (2004)[11][12]
- ЭВМ (2004)
- SuperAlisa (2004)
- Di Dj (2004)
- НЛО (2004)
- РоботЛар (2004)
- Жаным (2004)
- Космос (2004)
- Genetika (2004)
- Mir Miru (2004)
- Полезные советы (2004)
- Ак Кар Ава (2004)